# Tăriceanca-Nouă, Cetatea Albă
Tăriceanca-Nouă (în ucraineană Нова Царичанка, transliterat: Nova Țarîceanka) este un sat în comuna Cazaci din raionul Cetatea Albă, regiunea Odesa, Ucraina.

## Demografie
Componența lingvistică a comunei Tăriceanca-Nouă
     Ucraineană (94,94%)
     Rusă (2,94%)
     Română (2,12%)
Conform recensământului din 2001, majoritatea populației comunei Tăriceanca-Nouă era vorbitoare de ucraineană (94,94%), existând în minoritate și vorbitori de rusă (2,94%) și română (2,12%).